# Phlaeoba
Phlaeoba is een geslacht van rechtvleugeligen uit de familie veldsprinkhanen (Acrididae). De wetenschappelijke naam van dit geslacht is voor het eerst geldig gepubliceerd in 1861 door Stål.

## Soorten
Het geslacht Phlaeoba omvat de volgende soorten:
- Phlaeoba abbreviata Willemse, 1931
- Phlaeoba aberrans Willemse, 1937
- Phlaeoba albonema Zheng, 1981
- Phlaeoba angustidorsis Bolívar, 1902
- Phlaeoba antennata Brunner von Wattenwyl, 1893
- Phlaeoba assama Ramme, 1941
- Phlaeoba brachyptera Caudell, 1921
- Phlaeoba fumida Walker, 1870
- Phlaeoba fumosa Serville, 1838
- Phlaeoba galeata Walker, 1870
- Phlaeoba horvathi Kuthy, 1911
- Phlaeoba infumata Brunner von Wattenwyl, 1893
- Phlaeoba jiuwanshanensis Zheng & Deng, 2006
- Phlaeoba matsumurai Bolívar, 1914
- Phlaeoba medogensis Liu, 1981
- Phlaeoba nantouensis Ye & Yin, 2007
- Phlaeoba panteli Bolívar, 1902
- Phlaeoba ramakrishnai Bolívar, 1914
- Phlaeoba rotundata Uvarov, 1929
- Phlaeoba sikkimensis Ramme, 1941
- Phlaeoba sinensis Bolívar, 1914
- Phlaeoba tenebrosa Walker, 1871
- Phlaeoba unicolor Bolívar, 1914